# (6501) Isonzo
(6501) Isonzo ist ein Asteroid des Hauptgürtels, der am 15. Dezember 1993 von den Astronomen des Farra-d'Isonzo-Observatoriums (IAU-Code 595) in der Gemeinde Farra d’Isonzo entdeckt wurde.
Der Asteroid wurde nach dem Fluss Isonzo benannt wurde, der die historische slowenische Region Goriška und die italienische Region Friaul-Julisch Venetien durchströmt.
Der Himmelskörper gehört der Vesta-Familie an, einer großen Gruppe von Asteroiden, benannt nach (4) Vesta, dem zweitgrößten Asteroiden und drittgrößten Himmelskörper des Hauptgürtels.